# Philip 3., greve af Nassau-Weilburg
Philip 3., greve af Nassau-Weilburg (født 20. september 1504 på Schloss Neuweilnau i Taunus, død 4. oktober 1559 i Weilburg) var regerende greve. Sammen med sin ældste søn gennemførte han Reformationen i sine lande. 

## Forældre
Grev Philip var den overlevede søn af Ludvig 1., greve af Nassau-Weilburg (1466–1523) og Marie af Nassau-Wiesbaden (datter af grev Adolf 3. af Nassau-Wiesbaden-Idstein)

## Familie
Grev Philip var gift tre gange. Hans første ægteskab var med Elisabeth af Sayn-Hachenburg (død 1531). Deres fire børn døde i en ung alder.
Grev Philips andet ægteskab var med Anne af Mansfield (1520–1537). De fik sønnen Albrecht af Nassau-Weilburg-Ottweiler.
Det tredje  ægteskab var med Amalie til Isenburg-Büdingen (1522–1579 i Offenbach). De fik tre børn.